# Erik de Laval
Erik Patrick Honoré de Laval  (ur. 28 kwietnia 1888 w Sztokholmie, zm. 9 listopada 1973 w Lidingö) – szwedzki pięcioboista nowoczesny. Srebrny medalista olimpijski z Antwerpii.
Zawody w 1920 były jego drugimi igrzyskami olimpijskimi, brał udział w igrzyskach w 1912. W 1920 w rywalizacji w pięcioboju nowoczesnym zajął drugie miejsce. Wyprzedził go jego rodak Gustaf Dyrssen.
Jego starsi bracia Georg i Patrik również startowali na igrzyskach olimpijskich (Georg był wicemistrzem olimpijskim w strzelectwie i brązowym medalistą w pięcioboju nowoczesnym w 1912).